# Автокинотеатр
Автокинотеатр — кинотеатр под открытым небом, рассчитанный на показ фильмов для зрителей, находящихся в автомобилях. В англоязычных странах используется понятие «драйв-ин» (англ. drive-in).

## Особенности
Автокинотеатр представляет собой парковочную площадку с организованными въездами и выездами и установленным экраном большого размера.
Звуковое сопровождение передаётся при помощи акустических систем, установленных вокруг парковочных мест, или маломощной радиостанции в стандартном FM-диапазоне для прослушивания на автомагнитолах зрителей. Из-за особенностей кинопоказа под открытым небом работа таких кинотеатров носит сезонный характер, и все сеансы начинаются после захода солнца. Для защиты экрана от посторонних засветок он иногда окружается непрозрачными светозащитными козырьками по бокам и сверху.
Побочные источники дохода — реализация закусок и напитков, в виде автоматов самообслуживания, киосков и торговцев с передвижными тележками.

## История
Первый в мире автокинотеатр открыл 6 июня 1933 года во дворе собственного дома Ричард Холлингсхед. Площадка, рассчитанная на 400 машин, появилась в американском городе Камден, штат Нью-Джерси.
Плата за просмотр складывалась из двух частей: зрители платили 25 центов за вход и ещё 25 — за парковку. Если в задних рядах трудно было что-либо услышать — тогда возле экрана ставили колонки.
Пик популярности автокинотеатров пришёлся на конец 1950-х, к этому времени их было около 5000.
Самый большой кинотеатр за всю историю американских drive-in вмещал 2500 машин и ещё 1200 зрителей на сидячих местах.
По данным 2013 года, в США функционировало 389 автокинотеатров, что составляло 1,5 % общего числа. Большинство из них в штатах Западного побережья.
В России первые автокинотеатры заработали в Москве в 1999 году и в Санкт-Петербурге в 2000 году, а затем появились и в других городах страны.
В 2020 году на фоне пандемии COVID-19 по всему миру фиксировался временный всплеск интереса к автокинотеатрам.